# 久保修平
久保 修平（くぼ しゅうへい、1981年6月9日 - ）は福岡県大野城市出身の日本のラグビーの元審判員。日本ラグビーフットボール協会 (JRFU) 所属のレフリーマネージャー。

## 来歴
福岡県立筑紫高等学校でラグビーを始め、川崎医療福祉大学2年生の時に「少ない部員での練習で必要に迫られて」 審判の活動を開始。卒業後は大阪府立八尾支援学校の教員と平行しながらラグビー審判員を続け、2013年からはトップリーグの審判員を務めると共に、2013年12月17日には香港とベルギーの試合でテストマッチの審判員としてもデビューした。
その後、2014年アジア5カ国対抗で大槻卓と共に審判員を担当、 2015年のラグビーワールドカップ予選でも2試合を担当した。またこの年には、ワールドラグビーU20選手権でも3試合を担当した。2015年9月10日には、JRFUとの間で日本人初のラグビーのプロフェッショナルレフリー契約を締結した。
2016年、スーパーラグビーを担当する初の日本人審判に選ばれ、サザン・キングスとブルズの試合を担当した。2019年のシックス・ネイションズでもアシスタントレフリーを担当している。
2019年5月7日、ワールドラグビーが同年日本で開催されるラグビーワールドカップ2019を担当する審判団（マッチオフィシャル）を発表し、アシスタントレフリー7名の1人に選ばれた。日本人がラグビーワールドカップの審判団に選ばれるのは、1991年大会の八木宏器、1995年大会の齋藤直樹、1999年の岩下眞一以来20年ぶり4人目となる。
2022年2月27日、駒沢オリンピック公園総合運動場陸上競技場で行われたJAPAN RUGBY LEAGUE ONE 2022第7節リコーブラックラムズ東京対横浜キヤノンイーグルスにて国内トップゲーム通算100試合レフリング担当達成。
2023年5月19日、秩父宮ラグビー場で行われたJAPAN RUGBY LEAGUE ONE 2022-23プレーオフ3位決定戦東京サントリーサンゴリアス対横浜キヤノンイーグルスを最後にレフリーを引退した。

## 受賞歴

### ジャパンラグビートップリーグ
- 2020-21 ベストホイッスル賞

### ジャパンラグビーリーグワン
- 2022 ベストホイッスル賞